# Університет Сент-Ендрюса
Університет Сент-Ендрюса (англ. University of St. Andrews) — найстарший університет Шотландії, третій за часом заснування у Великій Британії. Заснований між 1410 і 1413 роками. Розташований в місті Сент-Ендрюс, область Файф, на березі Північного моря.

## Відомі випускники
- Гелен Арчдейл — шотландська феміністка, суфражистка і журналістка.
- Фіона Гілл — американський політолог, радник Ради національної безпеки США.